# Chrysosoma savicensis
Chrysosoma savicensis är en tvåvingeart som beskrevs av Daniel J. Bickel 1994. Chrysosoma savicensis ingår i släktet Chrysosoma och familjen styltflugor. Inga underarter finns listade i Catalogue of Life.